# Maru-Aton
A Maru-Aton egy építmény volt az ókori egyiptomi Ahet-Aton városában, a lakónegyedektől délre, közel a Nílushoz, a mai el-Hawata falu mellett. Két, kelet-nyugati irányú, fallal körülvett kertből állt, melyekben különféle építmények álltak.
Az épületegyüttes a feliratok szerint Ehnaton fáraó legidősebb lányáé, Meritaton hercegnőé volt, az ő neve és alakja azonban az ábrázolásokon egy másik királyi hölgyét váltja fel, ahogy a város egy másik épületében, az Északi palotában is. Korábban feltételezték, hogy Nofertiti volt az eredeti tulajdonos, ma azonban úgy tűnik, Ehnaton mellékfelesége, Kia volt az.
A Maru-Atont 1921-ben Leonard Woolley brit régész tárta fel. A legtöbb lelet ma a Bolton Museumban található. Az 1960-as, 70-es években elpusztult, mikor a kormány öntözőcsatornákat alakított ki a területen; ma szántóföldek vannak a helyén.

## Az északi kert
A nagyobbik, északi rész nyugati végét fal választotta le, ezen a részen egy sorban házak álltak, melyek hasonlóak voltak a keleti munkásfalu házaihoz: egy előszobából, egy ebből nyíló kétoszlopos lakóhelyiségből és az innen nyíló két szobából álltak. Itt feltehetőleg munkások laktak.

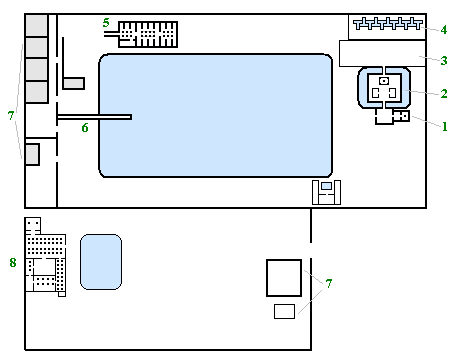
1. Naptemplom
2. A kápolna a mesterséges szigeten
3. Virágágyak
4. Vízmedencék
5. Palota
6. Móló
7. Házak
8. Bejárati csarnok

A falut az északi kerttől leválasztó falból móló nyúlt ki a kert központi részét elfoglaló négyszögletes mesterséges tó felé. A vízbe nyúló móló két oldalán korlát volt, vége fölött feltehetőleg napellenző. Valószínűleg innen lehetett nézni a felkelő napot, a túlparti templomból pedig a lenyugvó napot. Maga a tó kb. egy méter mély volt, a parttól befelé fokozatosan mélyülő, területe 120×60 méter, és fák vették körül. A tó lehetséges, hogy a Nílust szimbolizálta.
A tó északnyugati végénél állt az az épület, melyről feltételezik, hogy kisebb palotának épült. Ez három egymást követő, egy keleti-nyugati tengelyen elhelyezkedő udvarból és a körülöttük elhelyezkedő helyiségekből állt. Az első udvarban két sorban hat oszlop állt, feltehetőleg volt itt egy trón is, a hátsó falon pedig Aton képe. Az udvar déli oldalán hosszú helyiség helyezkedett el, végében alkóv; az udvar északi oldalán három meszelt falú, téglapadlós helyiség.
A második udvar volt a legnagyobb a három közül, ebben két sor oszlop állt, kétoldalt négy-négy helyiség nyílt belőle. Az oszlopok talapzatát kb. 25 cm magas fal kötötte össze, ez az alacsony fallal kerített középső rész átriumszerűen nyitott tetejű volt. A falakat szőlő- és gránátalmaminta díszítette. Két lépcső a tetőteraszra vezetett fel innen. A harmadik udvarból kétoldalt három-három helyiség nyílik, melyeket az itt talált boroskorsó-cserepek tanúsága alapján raktárként használtak. A falakat szőlőtőkék és gránátalmák képe díszíti.

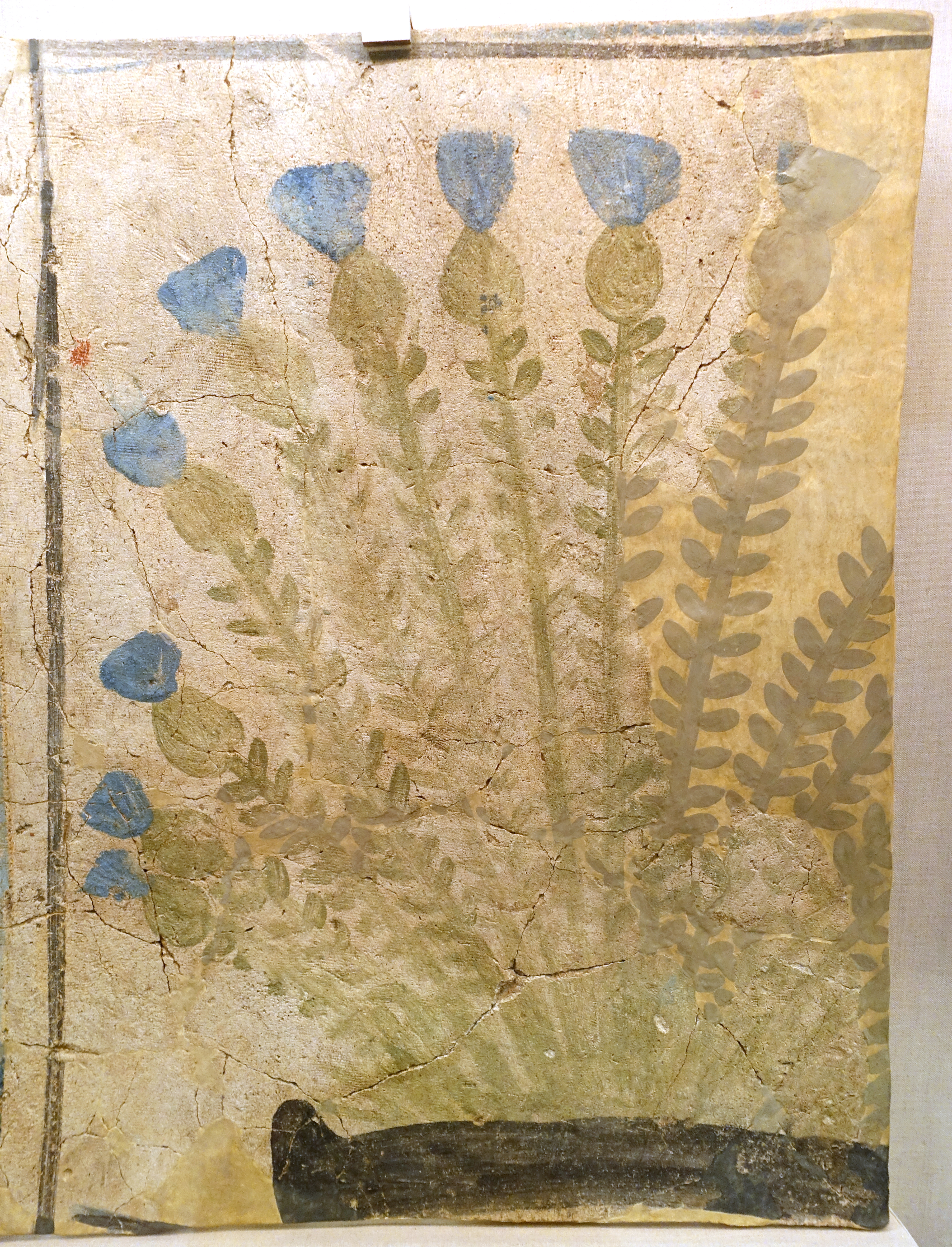
Padlódíszítés részlete

A tó túlpartján, a kert keleti végében állt az épületkomplexum legfontosabb része, egy maru-templom, azaz olyan kultikus építmény, ahonnan a királyi család nézheti a nap haladását az égbolton, és életerővel tölthetik el őket a nap sugarai. Ez észak-déli tengely mentén épült, és a kert szinte egész keleti oldalát elfoglalta. Legdélebbi épülete egy kelet-nyugati tájolású naptemplom volt, mely a túlparti mólóval egy vonalban helyezkedett el. Ez tipikus Amarna-stílusban épült; előudvarában négy, alabástromból és homokkőből készült oszlop állt, ezt négyoszlopos előszentély követte, majd nyitott tetejű, gazdagon díszített szentély, benne központi oltár, kétoldalt két oszloppal. Az oszlopok talapzatára szőlőt és kacsákat faragtak, az oszlopfőre lótuszokat. Lehetséges, hogy a hátsó keleti falba ablakot vágtak, amelyen át látszott a felkelő nap.
A templomtól északra helyezkedett el a keleti épületegyüttes központi eleme, feltehetőleg egy kápolna, melyet árok vett körül, így kis, négyszögletes mesterséges szigeten állt. Az épület négy sarkát négy nádformára faragott oszlop alkotta, az ezeket összekötő falakat növények és állatok képe díszítette. Középen emelvényen oltár vagy trón állhatott. A templomtól a kápolnáig vezető út két oldalán két egyforma, nyitott elejű pavilon állt, bejáratát mindkettőnek két oszlop fogta közre. Innen északra hosszú, négyszögletes tér helyezkedik el, benne tizenegy sekély, T alakú vízmedence. Ezek oldalát vízszint felett vízinövények képével díszítették, a vízszint alatti részt fehérre festették. A medencék mellett a padlót állatok képei díszítették.
A nagy tó délkeleti sarkánál négyszögletes épület állt, két épületszárny vett közre egy középső épületrészt és egy kisebb vízmedencét. Az épületszárnyakban pincék helyezkedtek el, fölöttük talán loggia, a középső épületrészben ismeretlen kialakítású és rendeltetésű helyiségek voltak.

## A déli kert
A kisebbik, fallal övezett területnek, mely a nagyobbiktól délre helyezkedett el, a nyugati oldalán található bejáratánál állt az ún. bejárati csarnok. Ez egy nagy udvarból állt, benne négy sorban 36 oszloppal. Az oszlopok mészkő oszlopfőit pálma formájúra faragták. A csarnoktól északra kisebb oszlopos udvar volt, délre pedig egy udvar, melyben oltár vagy trón állt, körülötte három vagy több oszlopos helyiség. A bejárati csarnok oszlopai közt egy út vezetett a kert belsejébe, ahol tó helyezkedett el. A kertbe bokrokat ültettek, keleti végében két ház állt.

## Jelentősége
A Maru-Aton szimbolizmusban gazdag épületegyüttese valószínűleg Aton, mint teremtő isten különböző aspektusait volt hivatott bemutatni. Egy feltételezés szerint a nagyobbik kert keleti oldalán található épületegyüttes a világegyetemet jelképezi, a szigeten álló kápolna a teremtéskor az ősvízből előbukkanó világot, a tizenegy T alakú vízmedence pedig azt a tizenegy vizet, amin a napnak át kell kelnie éjszakai útján. Más feltételezések szerint a szigeten álló kápolna templomként funkcionált, ahol havonta megünnepelték Aton születését, a tizenegy vízmedence pedig a fennmaradó tizenegy hónapot jelképezte. Maru-Aton díszítése jól mutatja az Amarna-kornak a természet iránti rajongását.